# François Georges-Picot
François Marie Denis Georges Picot (Parigi, 21 dicembre 1870 – Parigi, 20 giugno 1951) è stato un diplomatico francese che, durante la prima guerra mondiale, firmò l'Accordo Sykes-Picot assieme a Sir Mark Sykes.

## Biografia
Grazie ai suoi sforzi diplomatici fu reso possibile l'Accordo Sykes-Picot, volto alla divisione dei possedimenti dell'Impero Ottomano in Medio Oriente in due sfere di influenza, una sottoposta alla Gran Bretagna (gli attuali Stati di Israele, Giordania e Iraq) e l'altra alla Francia (gli attuali Libano e Siria).
Sposatosi nel 1897 con Marie Fouquet – da cui ebbe tre figli - Picot è il prozio dell'ex presidente della Francia Valéry Giscard d'Estaing.